# Physocyclus reddelli
Physocyclus reddelli là một loài nhện trong họ Pholcidae. Loài này được phát hiện ở México.